# Aulnois-en-Perthois
Aulnois-en-Perthois là một xã thuộc tỉnh Meuse trong vùng Grand Est đông nam nước Pháp. Xã này nằm ở khu vực có độ cao trung bình 229-279 mét trên mực nước biển.